# Antoni Ostaszewski (1816–1883)
Antoni Ostaszewski (ur. 12 czerwca 1816 w Skomorochach, zm. 20 maja 1883 w Czortkowie) – lekarz narodowości polskiej, doktor medycyny praktykujący w Czortkowie w zaborze austriackim.
Urodził się w miejscowości Skomorochy, położonej ok. 100 km na południowy wschód od Lwowa w szlacheckiej rodzinie Ostaszewskich. Został ochrzczony w parafii Bołszowce. Jego ojciec, Jakub Ostaszewski, został legitymowany ze szlachectwa w Galicji, przez sąd ziemski we Lwowie, w 1782 r. Matka, Magdalena z Jasińskich, była córką Józefa Jasieńskiego i Petronelli z Nowickich.
Immatrykulował się na Uniwersytecie Jagiellońskim w drugim półroczu 1852. Ukończył studia na Wydziale Lekarskim ze stopniem lekarza dnia 31 marca 1857.
W latach 1859–1883 był lekarzem w Czortkowie, w Galicji Wschodniej.
Umarł w Czortkowie 20 maja 1883 i tam został pochowany. Miał trójkę starszego rodzeństwa: Wojciecha (ur. 1798), Franciszka (ur. 1799) i Teklę (ur. 1810). Pozostawił żonę, Antoninę z Wróblewskich Ostaszewską. Na miejscu jego pochówku na cmentarzu w Czortkowie znajduje się kolumna z bazą, o płaskim trzonie, z profilowaną głowicą. Od frontu na trzonie kolumny osadzony jest krzyż żeliwny, powyżej metalowa tablica ze słabo czytelną, rytą inskrypcją: „[Anton]i OSTOJA // [OSTA]SZEWSKI / [doktor] wszech nauk / […] / roku / [18][…] / […] Maja 1883 / [Cześć] jego popiołom”.